# Carlos Alberto Franco (músico argentino)
Carlos Alberto Franco (General Alvear 4 de septiembre de 1939 - 21 de mayo de 2018) fue un músico y locutor de radio argentino.

## Biografía
Franco era hijo de Diego Clemente Franco, que le inició en el mundo del canto y la guitarra. Recibió clases de música de la mano de Rogelio Lecouna y Lucio Núñez. En la década de los 60, formó un dúo con Armando Melo con gran éxito en el departamento.
En 1980, comenzó a colaborar en programas sobre folklore en LV23 radio Rio Atuel para acabar presentando el programa Cantares lugareños. Un año después, comenzó a trabajar en el programa Historia y Presencia junto a Eduardo Salas. En 1982, hizo con el periodista Adolfo Sánchez, el programa Vivencias cuyanas, premiado por el Confer. Ya en 1986, presentó junto a Roberto Pico Perfiles de lo nuestro, ala vez que creó y dirigió Cantares lugareños, conducido por varios locutores entre ellos José Carlos López y Carlos Seoane, que optó para el Premio Martín Fierro.
Como compositor musicalizó composiciones de poetas locales. Su estudio de este tema le llevó a recopilar el material en dos libros que no pudo publicar: El canto de mi pueblo- con la historia de los folcloristas de todos los tiempos de General Alvear y Bairoleto en el sur. En el mundo escritor, escribió en revistas «La Lupa» y «El alvearense».